# Call of Duty: Elite
Call of Duty: Elite era un servicio en línea creado para la parte multijugador de los videojuegos en primera persona tirador de Call of Duty: Black Ops, Call of Duty: Modern Warfare 3 y Call of Duty: Black Ops 2. El servicio dispone de las estadísticas de toda la vida a través de varios juegos, así como una multitud de opciones de redes sociales.
El servicio en línea está disponible en diversos dispositivos tales como móviles o tabletas y permite a los usuarios registrados ver noticias relativas a los videojuegos de la franquicia Call of Duty, ver sus estadísticas, ver el tiempo de juego acumulado, los puntos requeridos para pasar de nivel y el tiempo necesitado para avanzar al siguiente prestigio. Este servicio también incluye un espacio en el que el jugador puede ver los videos que él ha editado o simplemente ver capturas de pantalla que él haya tomado dentro del modo multijugador en cualquiera de los juegos.
El 28 de febrero de 2014, Activision cerró definitivamente este servicio sin expectativas de abrirse nuevamente en un futuro.